# Manon Landowski
Manon Landowski (ur. 1964) – francuska piosenkarka, kompozytorka i aktorka.

## Życiorys
Jest córką francuskiego kompozytora Marcela Landowskiego i wnuczką rzeźbiarza Paula Landowskiego.
Landowski zaczęła grać na pianinie w wieku 7 lat, a następnie w wieku 13 lat wstąpiła do Conservatoire National Supérieur de danse. Trzy lata później dołączyła do Opery Paryskiej. W wieku 17 lat opuściła Operę i napisała swoje pierwsze piosenki.
Landowski śpiewała w pierwszej części Cory Vaucaire, Léo Ferré i Juliette Gréco. Koncertowała w Paryżu, Hauts-de-Seine i innych regionach Francji. Jako piosenkarka, tancerka i aktorka Landowski grała w kilku programach muzycznych.
Jej musical Le Manège powstał w Opéra-Comique w 1997 roku (aranżacje Jean-Pierre Pilot). Pierre Cardin wyprodukował go w swoim teatrze Espace Cardin w następnym roku. Produkcja w reżyserii Daniela Mesguicha odniosła wielki sukces w Los Angeles w maju 2000 roku.
Genealogia
| Osoba           | Rodzice                               | Dziadkowie                | Pradziadkowie                                          |  |
| Manon Landowski | Marcel Landowski, kompozytor          | Paul Landowski, rzeźbiarz | Edward Landowski, lekarz, antropolog                   |  |
| Manon Landowski | Marcel Landowski, kompozytor          | Paul Landowski, rzeźbiarz | Julie Henriette, ojciec: Henri Vieuxtemps              |  |
| Manon Landowski | Marcel Landowski, kompozytor          | Alice Cruppi              | Jean Cruppi, polityk, minister spraw zagranicznych,... |  |
| Manon Landowski | Marcel Landowski, kompozytor          | Alice Cruppi              | Louise Crémieux, pisarz i feministka                   |  |
| Manon Landowski | Jacqueline Potier-Landowski, pianista | N.N. Potier               |                                                        |  |
| Manon Landowski | Jacqueline Potier-Landowski, pianista | N.N. Potier               |                                                        |  |

## Wybrane prace
- Le Manège (1997/1998, musical: autorka i kompozytorka)
- Mademoiselle Faust (2004, musical z udziałem Xaviera Maurela)[2]

## Dyskografia
- Sur L’instant
- Overground N’Existe Pas
- Au Loin De Toi / Un Et Deux
- On Aurait Du Se Dire
- Choisis-Moi
- Overground N’Existe Pas (single)

## Filmografia
- 1987 – Doux amer (piosenka tematyczna)
- 2002 – Star Academy (répétiteur)